# Лівонський орден
Лівонський орден (повна назва — Братство воїнів Христових у Лівонії, лат. Fratres miliciae Christi de Livonia, нім. Brüder der Ritterschaft Christi von Livland) — католицьке військово-державне об'єднання німецьких лицарів на території Лівонії, яке існувало з 1237 по 1561 рік, після поразки від Івана Грозного саморозпустився.

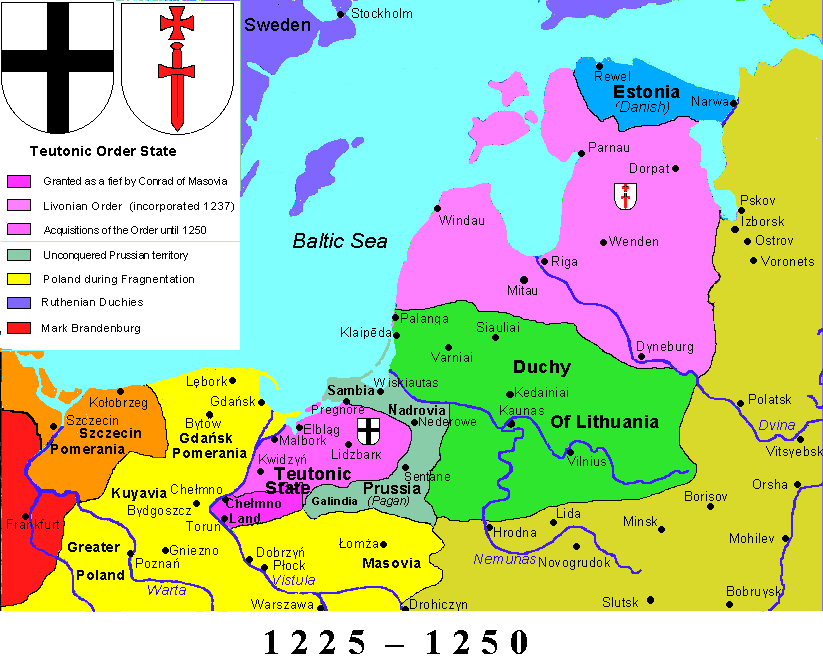
Землі Лівонського ордену(світло-рожевого кольору) на мапі між Литовським князівством і данською Естонією

## Історія

Лівонія в 1260 році

Лівонське ландмейстерство Тевтонського ордену — військово-політична католицька організація лицарів — учасників хрестових походів (див. також чернечий орден). Заснована 1202 як Орден мечоносців на землях Лівонії (до 1561 назва земель нинішніх Латвії та Естонії). Після тяжкої поразки від литовців під м. Шяуляй (Литва; 1236) орден змушений був увійти до складу Тевтонського ордену (Пруссія) як його філія й дістав нову назву Лівонського ордену (за назвою лівонських володінь). Метою своєї діяльності проголосив покатоличення язичників (див. Язичництво) у Балтії, але, по суті, здійснював територіальну експансію — насамперед за рахунок земель тодішніх язичників (пруссів, лівів, естонців, латишів, литовців).
Також — умовна назва, що вживається істориками для означення держави, створеної лицарями Л.о. Існувала 1237—1561 у пд.-сх. Балтії на території сучасних Латвії та Естонії. Столицею в різні роки були міста Рига (нині столиця Латвії) або Венден (нині м. Цесіс, Латвія). Капітула Тевтонського ордену, підрозділом якого з 1237 був Лівонський орден, обирала великого магістра (гросмейстера) свого ордену, котрий призначав ландмейстера (гермейстера) Лівонського ордену (свого заступника в Лівонії), а той, у свою чергу, призначав управителів (комтурів, фогтів) у різні провінції та замки, належні Ордену. Лицарство, переважно німецьке, створило панівну верству у володіннях держави. Місцеве корінне населення опинилося внизу соціальної піраміди (залежні селяни, міщанські низи).

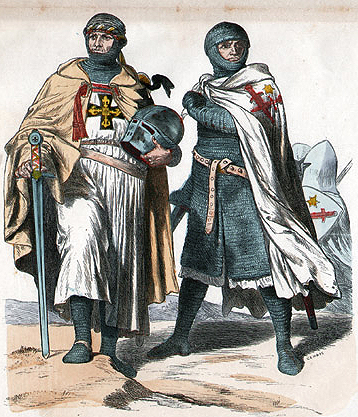
Лівонські лицарі

Після поразки в Грюнвальдській битві 1410 року Тевтонський орден і Лівонський орден почали занепадати. Лівонський орден як держава став членом конфедерації 5-ти «духовних князівств» (до її складу, окрім нього, входили Ризьке архієпископство, Дерптське, Езель-Вікське та Курляндське єпископства). Водночас Лівонський орден прагнув встановити свою гегемонію в регіоні. Це призводило до конфліктів з Польсько-Литовською державою, а часом — навіть з Тевтонським орденом. Реформація, яку сприйняла панівна верства конфедерації князівств, привела до поглиблення внутрішньої кризи ордену. 1520 року Лівонський орден став незалежним від гросмейстера Тевтонського ордену.
Унаслідок агресивної політики Московії почалася Лівонська війна 1558—1583 років, невдовзі конфедерація князівств зазнала нищівної поразки в битві при Лугажі (Ергемська битва 2 серпня 1560; нині територія Литви), її землі були спустошені й окуповані військами царя Івана IV. Після цього останній магістр Лівонського ордену Готард Кеттлер визнав себе васалом короля польського і великого князя литовського Сигізмунда II Августа й став першим герцогом реорганізованої — уже світської — держави — герцогства Курляндії і Земгалії (захід та південь сучасної Латвії). Унаслідок поразки у війні московські війська покинули Лівонію, але частина її земель потрапила під владу Данії і Швеції. Наступна боротьба за цю частину Балтійського регіону спричинила війни між Річчю Посполитою та Швецією в 1-й половині XVII ст., до участі в них з польського боку було залучено українське козацтво.

## Магістри
Магістри Лівонського орден, так само як і Магістри Тевтонського ордену, обиралися військовими і духовними лицарями-членами ордену в Лівонії на довічний термін. Гросмейстер Тевтонського ордену здійснював наглядові повноваження, і його поради вважалися рівними наказам. Голова тевтонських лицарів не обмежував місцевої автономії, рідко відвідував Ліфляндію та лише посилав представників для нагляду.
5 березня 1562 року у Ризі Г. Кетлер склав присягу на вірність польському королю, Великому князю Литовському і Руському Сигізмунду II і передав символи Орденської влади — хрест і ключі — уповноваженому представнику короля. Таким чином, Лівонське ландмейстерство Тевтонського ордену увійшло до складу Великого князівства Литовського і Руського, та уклало угоду про спільний захист Лівонії від ворогів, забезпечення всім станам свободи віросповідання тощо.